# Evildoers Beware!
Evildoers Beware! to trzeci album amerykańskiego zespołu Mustard Plug.

## Lista nagrań
1. "Box" - 3:24
2. "Suburban Homesick Blues" - 3:05
3. "Never Be" - 2:46
4. "You" - 3:59
5. "Mendoza" - 2:48
6. "Go" - 2:08
7. "Jerry" - 3:51
8. "Not Again" - 3:18
9. "Miss Michigan" - 2:55
10. "Sadie May" - 3:01
11. "Dressed Up" - 3:00
12. "Beer (Song)" - 3:40